# Filet anti-oiseaux

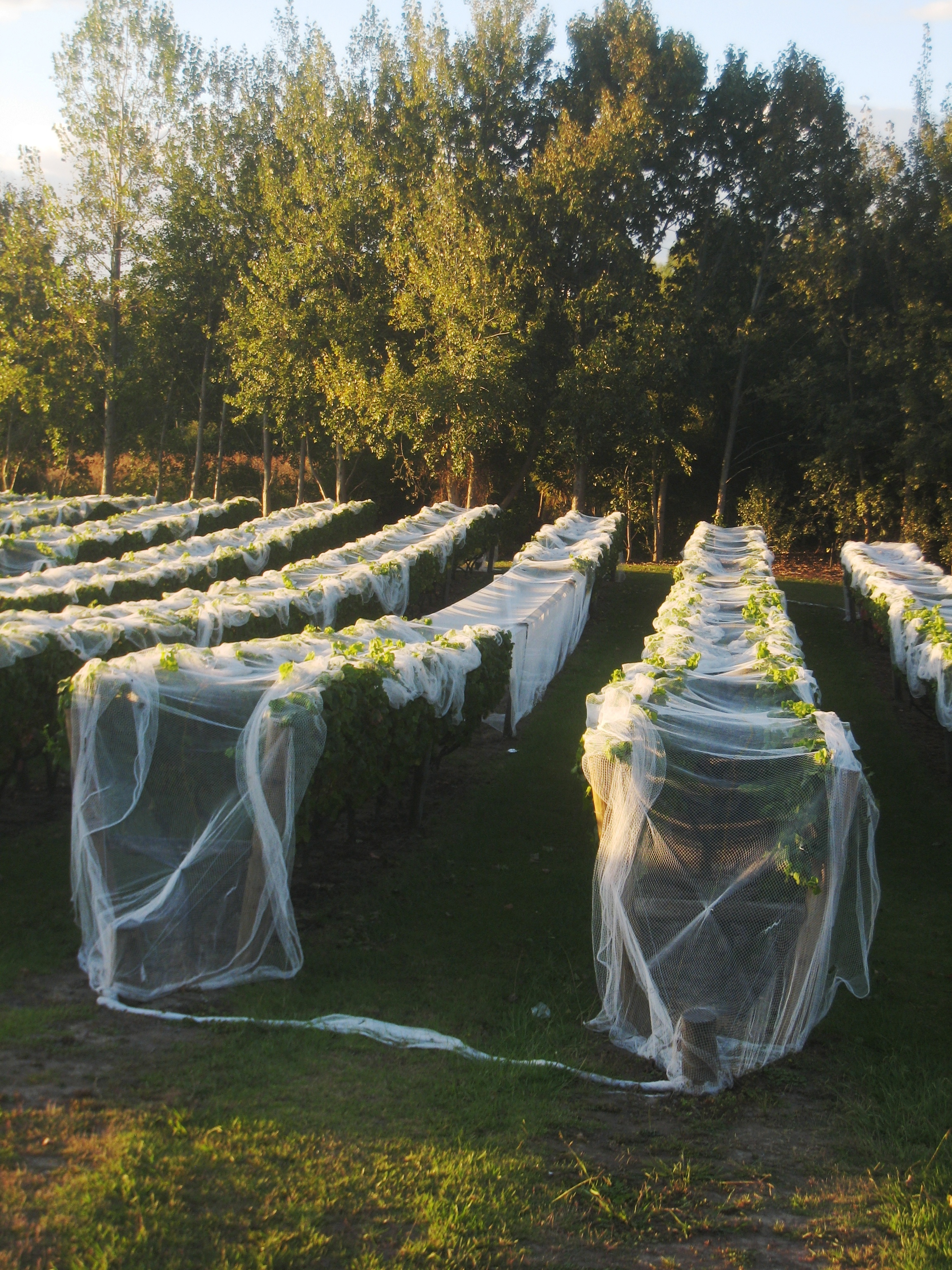
Filets anti-oiseaux dans un vignoble. Une grande partie des filets latéraux ont été relevés pour la récolte.

Les filets anti-oiseaux sont une technique de lutte physique contre les oiseaux en agriculture, horticulture et aquaculture. 
Ce sont des filets maillés utilisés pour empêcher les oiseaux d'atteindre certaines zones.
Ces filets se présentent sous diverses formes, la plus commune est à petite maille (mailles carrées de 1 à 2 cm), soit en polypropylène extrudé bi-orienté, soit en polyéthylène tissé.
La couleur la plus utilisée est le noir (car le carbone noir inhibiteur d'UV offre la meilleure protection contre les rayons solaires), mais les filets anti-oiseaux existent aussi dans d'autres couleurs comme le blanc (généralement les filets blancs sont tissés ou tricotés et peuvent se présenter en maillage encore plus petit pouvant servir aussi de protection des fruits contre la grêle pendant les tempêtes de grêle d'été ou de fin de printemps à l'époque de la floraison) ou le vert (filets habituellement utilisés en jardinage et vendus surtout dans des points de vente de détail pour jardiniers amateurs).
Les filets anti-oiseaux sont proposés aux professionnels en rouleaux de très grande taille pour un prix à l'unité de surface satisfaisant. Les chaînes de détail et les magasins locaux proposent des surfaces nettement plus petites adaptées aux besoins des particuliers.

## Protection des cultures

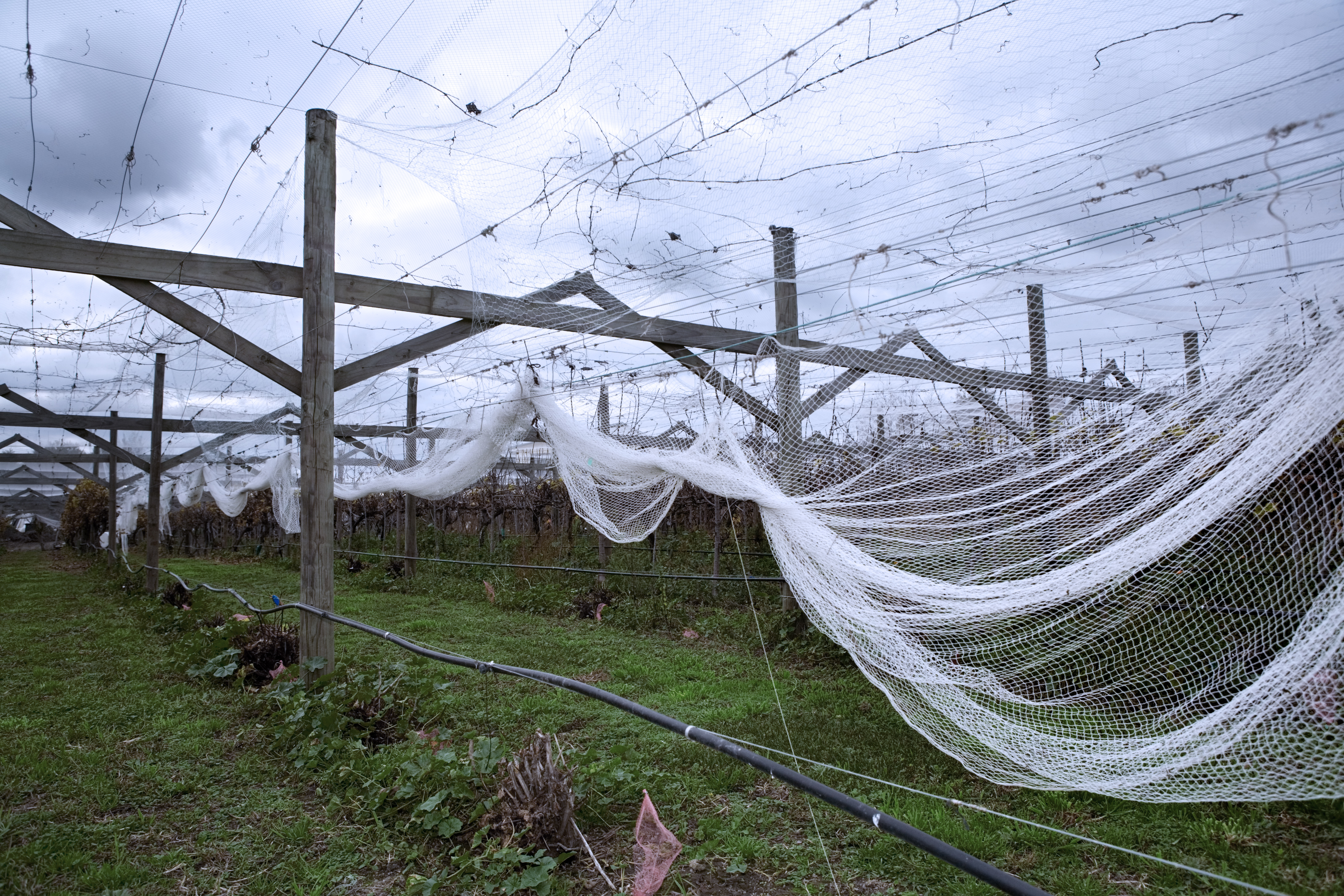
Vignoble protégé par des filets en Nouvelle-Zélande.

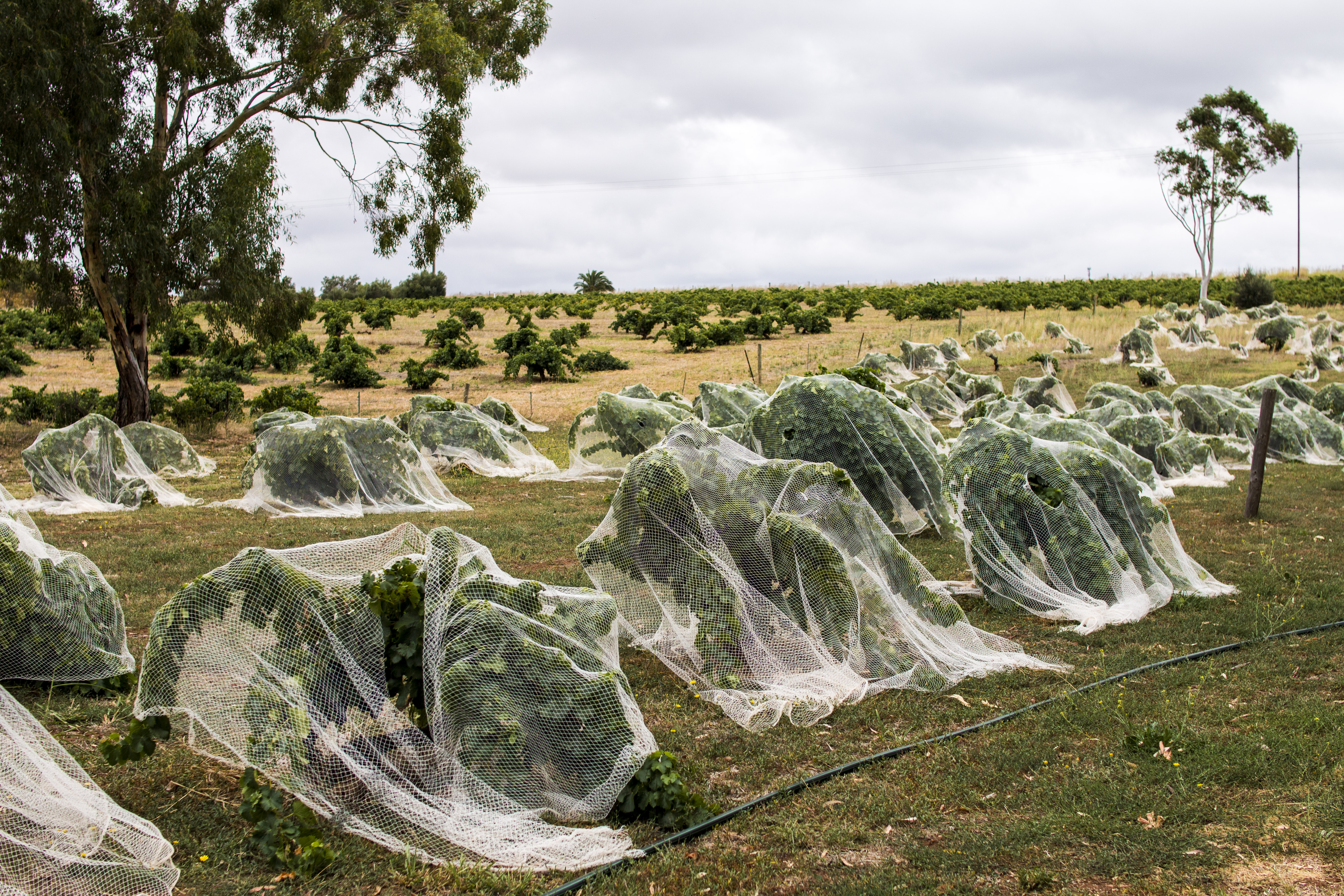
Filets anti-oiseau individuels, sur ceps taillés en gobelets, Australie.

Les filets anti-oiseaux sont utilisés pour prévenir les dégâts causés par les oiseaux aux cultures de maraîchères et de fruitières ainsi qu'aux semis.
Les oiseaux et les chauves-souris frugivores peuvent causer des pertes importantes aux agriculteurs car ils ont tendance à picorer un fruit, puis un autre, ruinant ainsi un grand pourcentage de la production qui aurait autrement une certaine valeur commerciale. Dès qu'un fruit est piqué ou mordu, même légèrement, il ne peut plus être vendu et s'il est récolté (même en l'absence de virus ou bactéries transmis par les frugivores), il risque de pourrir et de fermenter, et d'endommager le reste de la récolte. 
Les filets anti-oiseaux se posent directement sur les arbres isolés ou groupés en espaliers, comme les pêchers, poiriers, pommiers, sur la vigne, ou sur les ouvertures latérales d'aération des tunnels de croissance, comme dans le cas de petits fruits comme les fraisiers, framboisiers, bleuets, canneberges, etc.

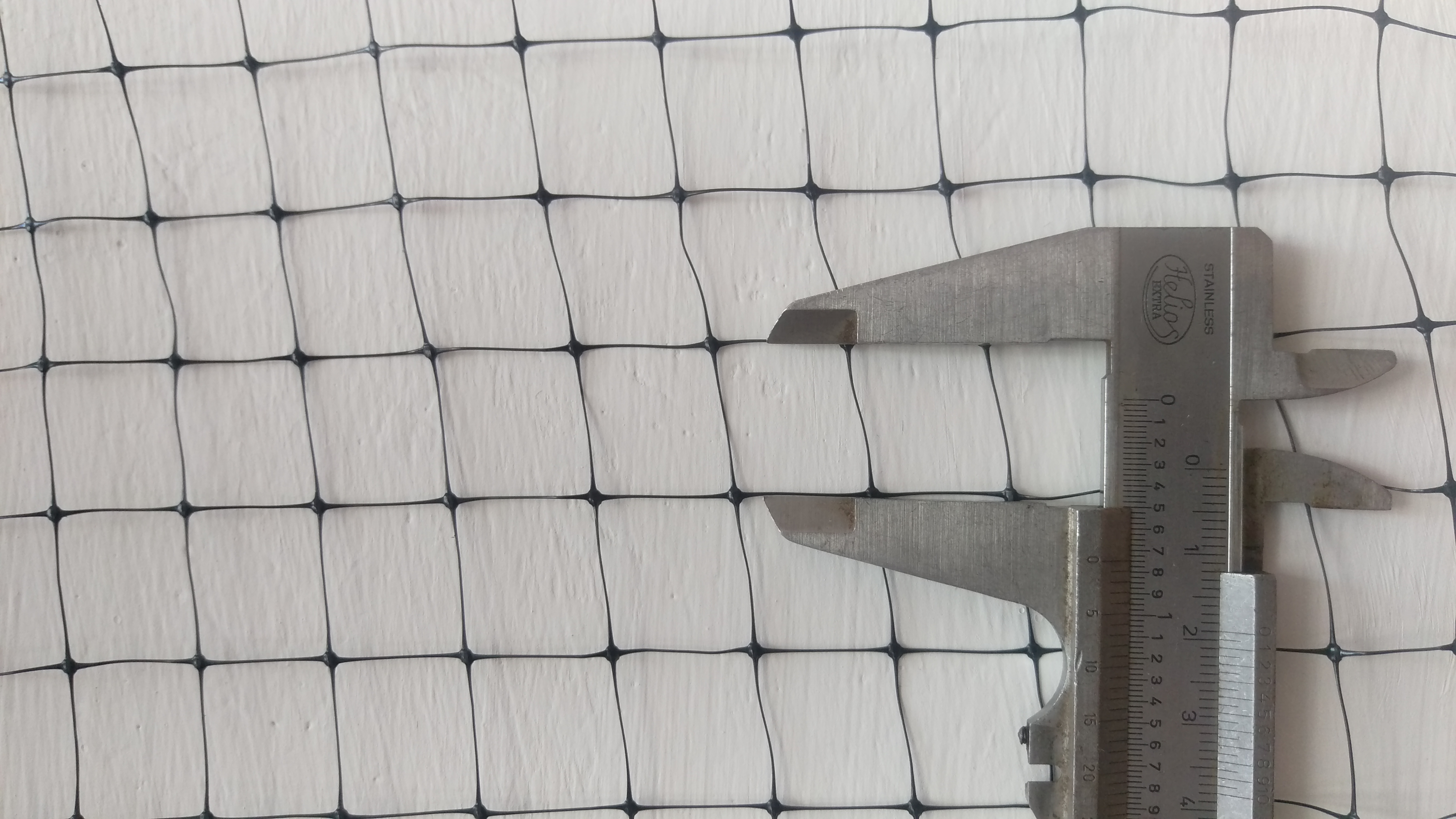
Mailles de filets anti-oiseaux.

## Autres domaines

### Protection de piscicultures
Les filets anti-oiseaux peuvent être utilisés pour protéger les piscicultures, pêcheries et les réserves naturellespiscicoles contre les oiseaux prédateurs.
Toujours en aquaculture (comme dans les élevage de crevettes et de tilapias par exemple), les producteurs ont besoin de filets pour protéger leurs aires de travail et leurs poissons des oiseaux en maraude. Ce type d'oiseaux (mouettes, pélicans, hérons, cormorans, etc.) ont généralement une plus grande envergure et nécessite un maillage plus grand (avec des brins individuels plus résistants pour être installés sur un réseau de câbles traversant les étangs d'élevage). Ces filets sont généralement blancs, pour être très visibles, afin de dissuader les grands oiseaux de mer de plonger dans les étangs à la simple vue de cet obstacle.

### Protection de bâtiments et monuments historiques
Les filets anti-oiseaux sont l'un des moyens les plus efficaces et les plus durables pour protéger les bâtiments et d'autres structures contre les espèces d'oiseaux urbains. Ils constituent une barrière discrète et efficace qui protège les locaux sans nuire aux oiseaux. Ils peuvent être particulièrement efficaces pour les grands espaces ouverts tels que les toits et quais de chargement. Leur installation doit prendre en compte le type et la nature des fixations utilisées, ainsi que les espèces d'oiseaux concernées.

### Isolement de bassins miniers
L'extraction des minéraux ou des métaux à partir de roches concassées se fait souvent au moyen d'agents chimiques qui sont amassés dans de vastes fosses ou bassins de décantation. La nocivité de ces agents impose d'en protéger les volatiles, en particulier les espèces migratrices du secteur. Aux États-Unis, l'agence pour la protection de l'Environnement (EPA) exige que ces étangs, contenant notamment du cyanure, soient couverts en tout temps pour éviter tout risque pour la faune sauvage.